# كريستيان نيلسن (متسابق يخت)
كريستيان نيلسن (بالدنماركية: Christian Nielsen)‏ هو متسابق يخت دنماركي، ولد في 7 أبريل 1873 في كوبنهاغن في الدنمارك، وتوفي في 7 نوفمبر 1952.

## وصلات خارجية
- كريستيان نيلسن على موقع الاتحاد الدولي للملاحة الشراعية (موقع جديد) (الإنجليزية)
- كريستيان نيلسن على موقع اللجنة الأولمبية الدولية (الإنجليزية)
- كريستيان نيلسن على موقع أوليمبيديا (الإنجليزية)